# Jacob Talmon
Jacob Leib Talmon (14 de junho de 1916—16 de junho de 1980) foi um professor de história moderna na Universidade Hebraica de Jerusalém. Era classificado como um 'liberal da guerra fria' por conta do antimarxismo que permeia as suas principais obras.
Talmon estudou a genealogia do totalitarismo e defendia que o messianismo político originou-se a partir da Revolução Francesa, enfatizando as semelhanças entre o jacobinismo e o stalinismo. Ele cunhou os termos "democracia totalitária" e "democracia messiânica/messianismo político".

## Biografia
Talmon nasceu em Rypin, na Polônia, em uma família de judeus ortodoxos. Em 1934 foi estudar na Universidade Hebraica em Jerusalém, então sob o Mandato Britânico da Palestina, agora Israel. Continuou os seus estudos na França a qual abandonou indo para Londres, após a invasão nazista; recebeu, em 1943, o seu PhD pela London School of Economics. Suas principais obras são The Origins of Totalitarian Democracy (As origens da democracia totalitária) e Political Messianism: The Romantic Phase (Messianismo político: a fase romântica). Talmon defendia que a posição de Rousseau podia ser melhor compreendida como "democracia totalitária", uma filosofia na qual a liberdade é conseguida "apenas na busca e na realização de um propósito coletivo absoluto". Após a Guerra dos Seis Dias de 1967, Talmon iniciou um debate com Arnold J. Toynbee sobre o papel dos judeus e do sionismo na história.
Talmon morreu em Jerusalém, em 16 de junho de 1980, dois dias após o seu aniversário de 64 anos.

## Prêmios
Recebeu, em 1957, o Prêmio Israel por seus estudos no campo das ciências sociais.

## Principais obras
- The Origins of Totalitarian Democracy, London: Secker & Warburg, vol. 1: 1952, vol. 2: 1960
- The Nature of Jewish History-Its Universal Significance, 1957
- Political Messianism – The Romantic Phase, 1960
- The Unique and The Universal, 1965
- Romanticism and Revolt, 1967
- Israel among the Nations, 1968
- The Age of Violence, 1974
- The Myth of Nation and Vision of Revolution – The Origins of Ideological Polarization in the 20th Century, 1981[6]
- The Riddle of the Present and the Cunning of History, 2000 (em hebraico, p.m.)